# رضوة (اسم)
رضوة هو اسم علم مؤنث من أصل عربي، ومعناه هو الأصيلة، ذات المجد العريقة في الشرف.

## وصلات خارجية
- موسوعة السلطان قابوس لأسماء العرب نسخة محفوظة 5 أبريل 2019 على موقع واي باك مشين.